# TEARS (バンド)
TEARS（ティアーズ）は、1990年代の日本のバンド。

## 来歴
- 1993年 - 川島だりあ作詞・作曲の「眩しいほど綺麗になったね」でデビュー。
- 1994年 - 北原通誉、元DEENの中居辰磨が加入。
- 1997年 - 解散。

## メンバー
- 葛原豊 - ボーカル、作詞、作曲
  - 解散後、1997年に中居辰磨とLANAを結成。2012年よりYoutubeチャンネルを開設[1]し、カバー曲を中心に同級生のManabiと作成した音源をアップロードしている。時にはTEARSのセルフカバーも。2021年にはTwitterも開設[2]。
- 中居辰磨 - ギター（元DEEN）
  - 解散後、1997年に葛原豊とLANAを結成。
- 北原通誉 - ギター

## ディスコグラフィー

### シングル
|     | リリース日     | タイトル                 | 作詞・作曲・編曲                                     |
| 1st | 1993年10月1日  | 眩しいほど綺麗になったね | 作詞・作曲：川島だりあ 編曲：明石昌夫                |
| 2nd | 1994年5月21日  | 君がいたあの季節         | 作詞：葛原豊 作曲：本田孝信 編曲：加藤貴也・寺島良一 |
| 3rd | 1994年12月1日  | 自由への翼               | 作詞・作曲：葛原豊 編曲：加藤貴也                    |
| 4th | 1995年2月22日  | STAY DREAM               | 作詞：葛原豊 作曲：多々納好夫 編曲：加藤貴也         |
| 5th | 1995年6月1日   | さよなら                 | 作詞：葛原豊 作曲：本田孝信 編曲：加藤貴也           |
| 6th | 1995年11月22日 | あの空を忘れない         | 作詞：葛原豊 作曲：多々納好夫 編曲：加藤貴也         |
| 7th | 1996年2月21日  | ふたりだけの地図         | 作詞：葛原豊 作曲：本田孝信 編曲：加藤貴也           |

### アルバム
1. ACROSS THE DREAMS(1994/12/12)

## タイアップ一覧
| 使用年 | 曲名                     | タイアップ                                      |
| ------ | ------------------------ | ----------------------------------------------- |
| 1993年 | 眩しいほど綺麗になったね | 日本信販「Jリーグカード」CMソング               |
| 1994年 | 君がいたあの季節         | 日本テレビ系 Jリーグ番組 イメージソング         |
| 1994年 | 自由への翼               | TBS系『ET』テーマソング                         |
| 1995年 | STAY DREAM               | 「オートレース」CMソング                        |
| 1995年 | さよなら                 | テレビ東京系『Jリーグライブ』エンディングテーマ |
| 1995年 | あの空を忘れない         | テレビ東京系『Jリーグライブ』エンディングテーマ |
| 1996年 | ふたりだけの地図         | 日本テレビ系『独占SPORTS情報』イメージソング    |